# Zehntscheune (Buchen im Odenwald)

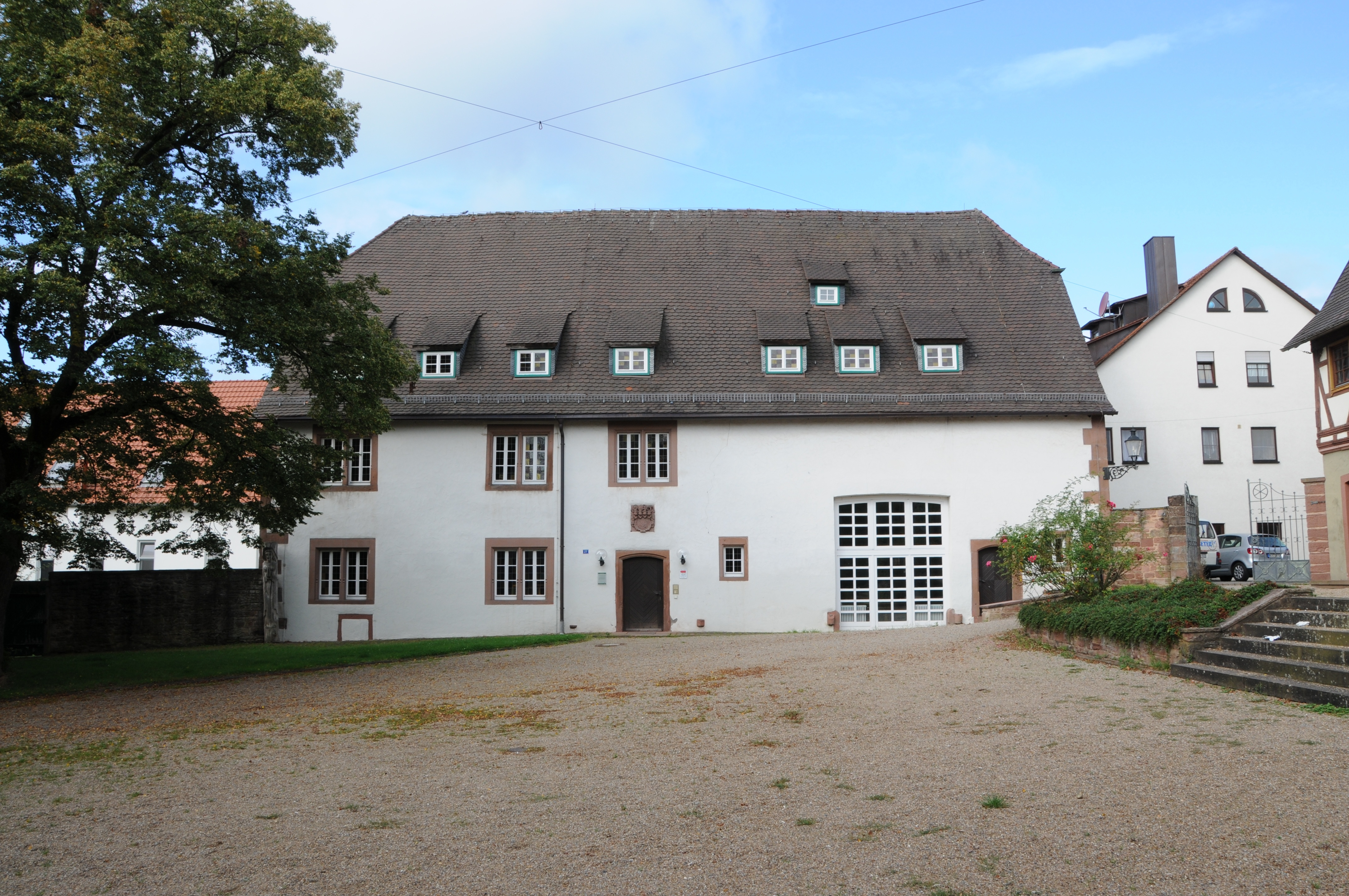
Zehntscheune in Buchen

Die ehemalige Zehntscheune in Buchen (Odenwald), einer Stadt im Neckar-Odenwald-Kreis in Baden-Württemberg, wurde 1627 errichtet. Die Zehntscheune ist ein geschütztes Kulturdenkmal.

## Geschichte und Beschreibung
Die Zehntscheune wurde 1627 unter dem Mainzer Erzbischof Georg Friedrich von Greiffenclau zu Vollrads erbaut. Im Eingangsbereich ist ein Wappenstein mit dem Wappen des Erbauers zu sehen.
Mit der Abschaffung des Zehnten, der Abgabe von Feldfrüchten, waren die Steuern in Form von Bargeld zu entrichten. Damit verlor das Gebäude seinen ursprünglichen Zweck. Letztlich diente es vor seiner Renovierung als Farrenstall.
Nach umfassender Renovierung 1978 wurden im Gebäude das Stadtarchiv, die Heimatbücherei, Museumsstücke des Bezirksmuseums und das Museum des Narrenrings Main-Neckar untergebracht.